# Jerzy Waleszkowski
Jerzy Waleszkowski (ur. 17 kwietnia 1924 w Kielcach, zm. 12 września 2014 w Denver, Colorado, USA) – polski lekarz neurochirurg, docent doktor habilitowany, żołnierz Armii Krajowej, powstaniec warszawski, major Wojska Polskiego.
Urodził się w rodzinie Dionizego Waleszkowskiego i jego żony Wandy z domu Garbiec.

## Działalność konspiracyjna

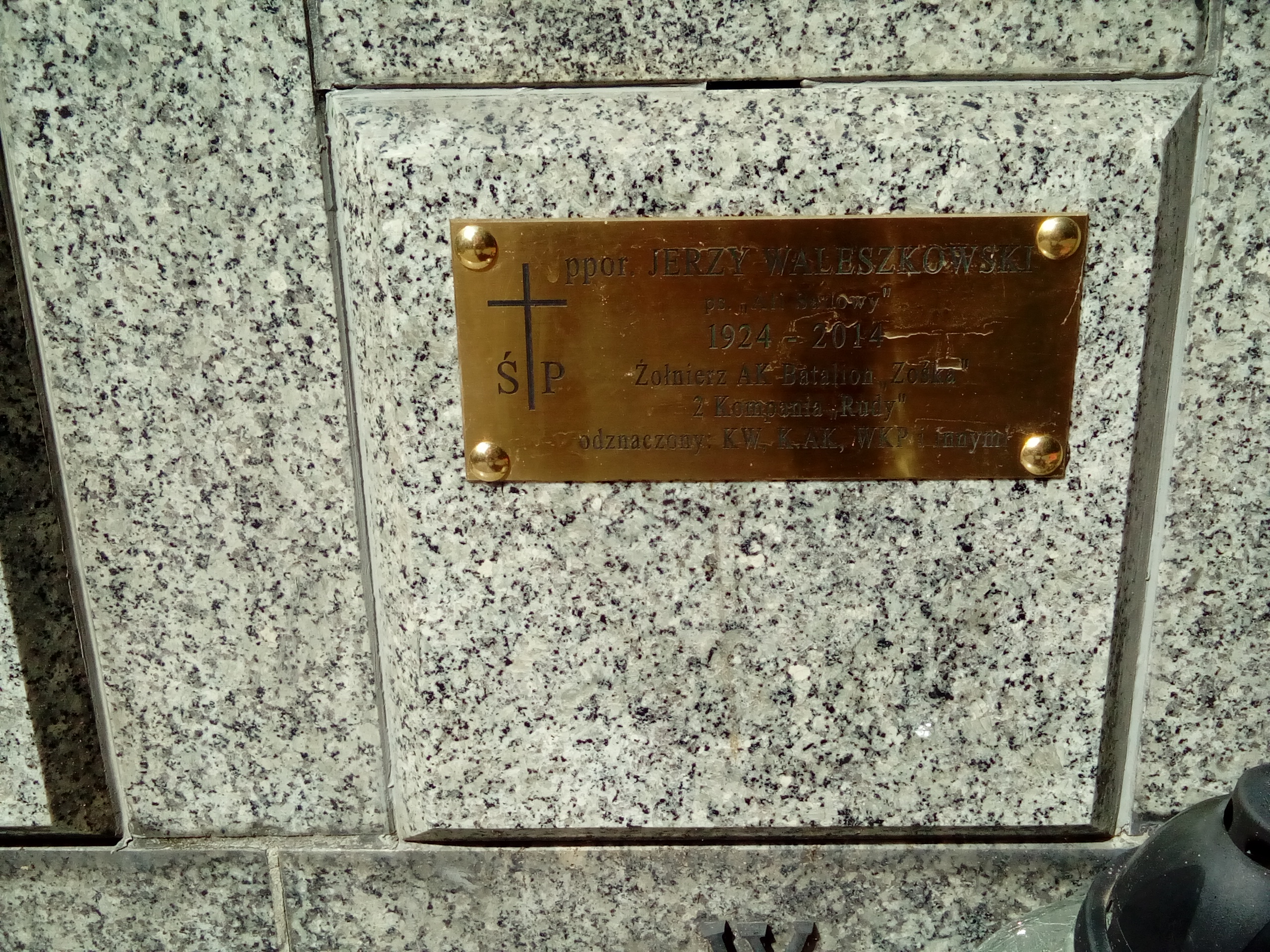
Grób Jerzego Waleszkowskiego na Cmentarzu Wojskowym na Powązkach

Od 1941 należał do Szarych Szeregów pseud. „Ali”, „Ali Sadowy”, był członkiem hufca-plutonu „Południe Sad” – 2 drużyna (SAD-200)” oraz Grup Szturmowych OS „Jerzy”. Po powstaniu Armii Krajowej został zaszeregowany do Kedywu Komendy Głównej Armii Krajowej i awansowany do stopnia plutonowego podchorążego, wchodził w skład Brygady Dywersyjnej „Broda 53". Uczestniczył w przeprowadzonej 27 maja 1943 na warszawskim Targówku akcji „Sól”, podczas której opanowano magazyny fabryki chemicznej, gdzie zdobyto chloran potasu niezbędny do produkcji materiałów wybuchowych. Uczęszczał na zajęcia II turnusu Szkoły Podchorążych Rezerwy Piechoty „Aricola”, był instruktorem terenoznawstwa w Szkole Niższych Dowódców „Belweder”.
Podczas powstania warszawskiego należał do Zgrupowania „Radosław” – pułku „Broda 53" – batalionu „Zośka”, 2 kompanii „Rudy”, I plutonu „Sad”. Walczył na Woli i Starym Mieście, gdzie został lekko ranny, awansowany został wówczas do stopnia podporucznika. 14 sierpnia 1944 został ciężko ranny podczas walk na Muranowie, przeniesiono go kanałami do Śródmieścia, gdzie do upadku walk powstańczych był hospitalizowany, a następnie dostał się do niewoli (numer jeniecki 299428), był pacjentem szpitala jenieckiego AK Zeithain koło Drezna zorganizowanego w obozie szpitalnym przy Stalagu IV-B Muhlberg.

## Kariera naukowa
Od października 1943 do wybuchu powstania warszawskiego był słuchaczem zorganizowanego przez Towarzystwo Lekarskie Warszawskie Wydziału Lekarskiego konspiracyjnego Uniwersytetu Ziem Zachodnich, część wykładów odbywała się w jego rodzinnym domu. Po 1945 ukończył studia na Wydziale Lekarskim Uniwersytetu Łódzkiego i pracował jako neurochirurg w łódzkim Uniwersyteckim Szpitalu Klinicznym im. Norberta Balickiego, a następnie był ordynatorem oddziału neurochirurgicznego tego szpitala w Tuszynku. Wykładał w łódzkiej Akademii Medycznej.
Swoje wspomnienia zawarł w książce „Pamiętniki Żołnierzy baonu AK Zośka”, której był współautorem.
3 kwietnia 2015 spoczął w Panteonie Żołnierzy Polski Walczącej na Cmentarzu Wojskowym na Powązkach (kwatera D 18 KOL PRAWE A - 4 - 1).

## Odznaczenia
- Krzyż Walecznych,
- Krzyż Kawalerski Orderu Odrodzenia Polski,
- Krzyż Armii Krajowej,
- Warszawski Krzyż Powstańczy,
- Medal Wojska (czterokrotnie).